# Stora Sjöfallet
Stora Sjöfallet, (Lulesamiska; Stuormuorkkegårttje) är ett vattenfall i Stora Lule älv. Fallet är beläget i nordvästra delen av Jokkmokks kommun. Vattenfallet var tidigare mycket storslaget och kallades ofta för "Nordens Niagara", och var den huvudsakliga anledningen till Stora Sjöfallets nationalpark.
I dag är vattenfallet mycket blygsamt, en följd av bygget av Suorvadammen och det tillhörande kraftverket Vietas uppströms fallet. Vattenfallet är den naturliga förbindelsen mellan Kårtjejaure, 415 m ö.h., och Langas, 375 meter över havet. Uppströms Kårtjejaure fanns, till dess att dammen byggdes, även Lilla Sjöfallet.

## Före utbyggnaden
År 1909 blev området kring fallet en av Sveriges första nationalparker. Området var mycket svårtillgängligt, och upp till en veckas vandring kunde behövas för att nå hit. Efter utbyggnaden av järnvägen till Porjus kraftverk 1925 blev området mer lättillgängligt, men bygget av kraftverket var också ett steg närmare stympningen av fallet. Fallet var med sina 160 m³/s bland de största och mäktigaste i Europa. Som jämförelse har Tännforsen en medelvattenföring på 60 m³/s. 
Fallet var ett av Sveriges mest fotograferade naturobjekt. Fallet bestod av fem nivåer och varje nivå var namngiven efter en person som varit viktig för Lapplands utveckling; Samuel Gustaf Hermelin, Lars Levi Læstadius, Gustaf von Düben, Carl Anton Pettersson och Henrik Adolf Widmark. 
Huvudfallet, Hermelins fall, kan ses på bilden och låg överst av nivåerna. Fallet kunde ses från många kilometers avstånd och dånet kunde höras minst en kilometer, såvida man stod i en position som var öppen mot fallet.

## Under och efter utbyggnaden
År 1919 bröt riksdagen ut sjösystemet ovan fallet för bygget av regleringsmagasinet Suorvadammen. I och med bygget av Porjus kraftverk så markerade man starten av Luleälvens utbyggnad. Årscykeln i Sverige för vattendrag och vattenföring passar inte industrisamhället. För en effektiv användning måste vattnet sparas i ett regleringsmagasin till vintern. Suorvadammen fungerar idag som Sveriges näst största, efter Vänern som är svagt reglerad.
Dammbygget pågick i fyra olika etapper. I den sista etappen byggdes även det underjordiska kraftverket Vietas, som utnyttjar fallhöjden mellan regleringsmagasinet och Langas, ett fall på 75 m. Medelvattenföringen i fallet hade till sist minskat med ca 96 %, från 160 m³/s till 6 m³/s. Den mesta av tillföringen i Kårtjejaure kom från Lilla Sjöfallet och Stora Luleälven. Fallet kan nu egentligen bara räknas som ett biflöde till älven, eftersom älven själv nu går under jord. En positiv effekt av dammbygget är att nationalparken nu är mycket lättillgänglig, eftersom länsväg BD 827 byggdes rätt in i parken.